# 早川恒雄
早川 恒雄(はやかわ つねお、1935年（昭和10年）6月25日 - )は、日本の銀行家。千葉銀行頭取、会長を歴任した。

## 来歴・人物
千葉銀行レインボー事件以来、実に約40年ぶりにプロパーとして頭取に就任した。
頭取在任時は、3度の最終赤字を計上するなど不良債権処理に追われた。その処理を2003年（平成15年）3月期で完了させ、翌期には過去最高の当期純利益である257億円を達成した。それを期に、自身は相談役に退き、会長には石井俊昭副頭取をあて、頭取には一貫して営業畑を歩んできた竹山正取締役・専務執行役員を昇格させた。

## 略歴
- 1955年（昭和30年) - 千葉県立長狭高等学校卒業。
- 1958年（昭和33年）- 東北大学法学部卒業後、千葉銀行入行。
  - 以降、志津支店長、企画部副部長、東京事務所所長、人事部調査役、公務部長、大阪支店長、地域開発部長等を歴任する。
- 1988年（昭和63年）- 取締役地域開発部長委嘱。
- 1990年（平成2年）- 常務取締役地域開発部長委嘱。
- 1993年（平成5年）- 専務常務取締役地域開発部長委嘱。
- 1995年（平成7年）- 副頭取地域開発部長委嘱。
- 1997年（平成9年）- 頭取。
- 2004年（平成16年）- 取締役相談役。
- 2005年（平成17年）- 相談役。
- 2010年（平成22年）- 特別顧問。

## 栄典
- 2006年（平成18年）4月 - 旭日中綬章受章[2]